# Магнітні властивості мінералів
Взаємодія мінералів з магнітним полем, тобто їх магнітні властивості, визначаються магнітними властивостями їх атомів і магнітною структурою мінералів (розміщенням і взаємодією атомів). По своїй суті всі мінерали є магнетиками — вони здатні намагнічуватися в магнітному полі. Найбільш чітко ця властивість виявляється у мінералів, які містять атоми, що мають власний магнітний момент, зумовлений наявністю неспарених електронів. Їх магнітність пропорційна кількості неспарених електронів, кожний з яких має елементарний магнітний заряд в 1МБ (магнетон Бора=0.92710-20CGSM). До них належать іони перехідних металів, а також лантаноїди і актиноїди: Fe3+, Mn2+, Fe2+, Mn3+, Mn4+, Cr3+, Co2+, Ni2+, Cu2+, TR3+, U4+.

## Чим характеризується
Ступінь магнітності характеризується вектором намагнічення І, що дорівнює магнітному моменту одиниці об'єму. Основною характеристикою магнітних властивостей мінералів є магнітна сприйнятливість {\displaystyle \chi _{m}}, яка визначається відношенням вектора намагнічення І до напруженості магнітного поля Н:
{\displaystyle \chi _{m}}=І/Н.

## Класифікація
За магнітною сприйнятливістю мінерали поділяють на
- діамагнітні (галіт, кварц, мідь тощо);
- парамагнітні (пірит, сфалерит тощо);
- феромагнітні (камасит, фероплатина тощо);
- антиферомагнітні (скомпенсовані — ільменіт, троїліт, ортит тощо; нескомпенсовані — магнетит, маггеміт, кубаніт тощо).

## Застосування
На магнітних властивостях ґрунтується розділення мінералів за допомогою магнітів — магнітна сепарація в лабораторіях і на збагачувальних фабриках.
На магнітних властивостях базуються також пошуки та розвідка родовищ корисних копалин.